# Tour de France 2021/11. Etappe
Die 11. Etappe der Tour de France 2021 führte am 7. Juli 2021 über 198,9 Kilometer von Sorgues nach Malaucène. Die Etappe führt zweimal über den Mont Ventoux.
Sieger wurde Wout van Aert (Jumbo-Visma) mit 1:14 Minuten Vorsprung auf Kenny Elissonde und Bauke Mollema (beide Trek-Segafredo). Tadej Pogačar verteidigte als Tagesvierter auf 1:38 Minuten sein Gelbes Trikot.

## Verlauf
Nach umkämpftem Beginn, bei dem das Rennen insbesondere durch Julian Alaphilippe (Deceuninck-Quick-Step) animiert wurde, schlossen sich ca. 100 Kilometer vor dem Ziel zwei Ausreißergruppen zu einer 16-köpfigen Spitzengruppe zusammen. Im ersten Anstieg zum Mont Ventoux attackierte Alaphilippe und sicherte sich die Bergwertungsabnahme der 1. Kategorie. Durch diese Attacke verkleinerte sich die Gruppe auf sieben Fahrer. 37 Kilometer vor dem Ziel griff Ellisonde an, dem Van Aert folgte. 10 Kilometer vor der zweiten Überfahrt des Mont Ventoux, die als Bergwertung Hors Catégorie gewertet wurde, setzte sich Van Aert ab, während Ellisonde wenig später sich mit seinem Teamkollegen Mollema zusammenschloss. Die Gruppe der Favoriten verkleinerte sich unter dem Tempo von Richard Carapaz’ Team Ineos Grenadiers. Diese verkleinerte Verfolgergruppe holte bis auf die ersten Drei nach und nach alle Ausreißer ein. Kurz vor dem Gipfel attackierte Jonas Vingegaard (Jumbo-Visma) und überquerte den Gipfel mit Vorsprung vor Pogačar, wurde aber auf der Abfahrt wieder von Pogačar, Carapaz und Rigoberto Urán (EF Education-Nippo) eingeholt.

## Ergebnis
| \| Etappenergebnis \| Etappenergebnis \| Etappenergebnis \| Etappenergebnis \| Etappenergebnis \| \| Fahrer \| Fahrer \| Land \| Team \| Zeit \| \| --------------- \| ---------------- \| --------------- \| ------------------- \| --------------- \| \| 1. \| Wout van Aert \| Belgien \| Jumbo-Visma \| 5 h 17 min 43 s \| \| 2. \| Kenny Elissonde \| Frankreich \| Trek-Segafredo \| + 1 min 14 s \| \| 3. \| Bauke Mollema \| Niederlande \| Trek-Segafredo \| + 1 min 14 s \| \| 4. \| Tadej Pogačar \| Slowenien \| UAE Team Emirates \| + 1 min 38 s \| \| 5. \| Rigoberto Urán \| Kolumbien \| EF Education-Nippo \| + 1 min 38 s \| \| 6. \| Richard Carapaz \| Ecuador \| Ineos Grenadiers \| + 1 min 38 s \| \| 7. \| Jonas Vingegaard \| Dänemark \| Jumbo-Visma \| + 1 min 38 s \| \| 8. \| Alexei Luzenko \| Kasachstan \| Astana-Premier Tech \| + 1 min 56 s \| \| 9. \| Wilco Kelderman \| Niederlande \| Bora-Hansgrohe \| + 1 min 56 s \| \| 10. \| Enric Mas \| Spanien \| Movistar Team \| + 3 min 02 s \| |                  |             |                     |                 |
| |                  |             |                     |                 |
| Quelle: ProCyclingStats |                  |             |                     |                 |
| Etappenergebnis |                  |             |                     |                 |
| Fahrer | Fahrer           | Land        | Team                | Zeit            |
| 1. | Wout van Aert    | Belgien     | Jumbo-Visma         | 5 h 17 min 43 s |
| 2. | Kenny Elissonde  | Frankreich  | Trek-Segafredo      | + 1 min 14 s    |
| 3. | Bauke Mollema    | Niederlande | Trek-Segafredo      | + 1 min 14 s    |
| 4. | Tadej Pogačar    | Slowenien   | UAE Team Emirates   | + 1 min 38 s    |
| 5. | Rigoberto Urán   | Kolumbien   | EF Education-Nippo  | + 1 min 38 s    |
| 6. | Richard Carapaz  | Ecuador     | Ineos Grenadiers    | + 1 min 38 s    |
| 7. | Jonas Vingegaard | Dänemark    | Jumbo-Visma         | + 1 min 38 s    |
| 8. | Alexei Luzenko   | Kasachstan  | Astana-Premier Tech | + 1 min 56 s    |
| 9. | Wilco Kelderman  | Niederlande | Bora-Hansgrohe      | + 1 min 56 s    |
| 10. | Enric Mas        | Spanien     | Movistar Team       | + 3 min 02 s    |

## Gesamtstände
| \| Gesamtwertung \| Gesamtwertung \| Gesamtwertung \| Gesamtwertung \| Gesamtwertung \| \| Fahrer \| Fahrer \| Land \| Team \| Zeit \| \| ------------- \| ---------------- \| ------------- \| ------------------- \| ---------------- \| \| 1. \| Tadej Pogačar \| Slowenien \| UAE Team Emirates \| 43 h 44 min 38 s \| \| 2. \| Rigoberto Urán \| Kolumbien \| EF Education-Nippo \| + 5 min 18 s \| \| 3. \| Jonas Vingegaard \| Dänemark \| Jumbo-Visma \| + 5 min 32 s \| \| 4. \| Richard Carapaz \| Ecuador \| Ineos Grenadiers \| + 5 min 33 s \| \| 5. \| Ben O’Connor \| Australien \| AG2R Citroën Team \| + 5 min 58 s \| \| 6. \| Wilco Kelderman \| Niederlande \| Bora-Hansgrohe \| + 6 min 16 s \| \| 7. \| Alexei Luzenko \| Kasachstan \| Astana-Premier Tech \| + 6 min 30 s \| \| 8. \| Enric Mas \| Spanien \| Movistar Team \| + 7 min 11 s \| \| 9. \| Guillaume Martin \| Frankreich \| Cofidis \| + 9 min 29 s \| \| 10. \| Pello Bilbao \| Spanien \| Bahrain Victorious \| + 10 min 28 s \| |                  |             |                     |                  |
| |                  |             |                     |                  |
| Quelle: ProCyclingStats |                  |             |                     |                  |
| Gesamtwertung |                  |             |                     |                  |
| Fahrer | Fahrer           | Land        | Team                | Zeit             |
| 1. | Tadej Pogačar    | Slowenien   | UAE Team Emirates   | 43 h 44 min 38 s |
| 2. | Rigoberto Urán   | Kolumbien   | EF Education-Nippo  | + 5 min 18 s     |
| 3. | Jonas Vingegaard | Dänemark    | Jumbo-Visma         | + 5 min 32 s     |
| 4. | Richard Carapaz  | Ecuador     | Ineos Grenadiers    | + 5 min 33 s     |
| 5. | Ben O’Connor     | Australien  | AG2R Citroën Team   | + 5 min 58 s     |
| 6. | Wilco Kelderman  | Niederlande | Bora-Hansgrohe      | + 6 min 16 s     |
| 7. | Alexei Luzenko   | Kasachstan  | Astana-Premier Tech | + 6 min 30 s     |
| 8. | Enric Mas        | Spanien     | Movistar Team       | + 7 min 11 s     |
| 9. | Guillaume Martin | Frankreich  | Cofidis             | + 9 min 29 s     |
| 10. | Pello Bilbao     | Spanien     | Bahrain Victorious  | + 10 min 28 s    |

| Punktewertung | Punktewertung      | Punktewertung          | Punktewertung         | Punktewertung |
| Fahrer        | Fahrer             | Land                   | Team                  | Punkte        |
| ------------- | ------------------ | ---------------------- | --------------------- | ------------- |
| 1.            | Mark Cavendish     | Vereinigtes Königreich | Deceuninck-Quick Step | 218 P.        |
| 2.            | Michael Matthews   | Australien             | BikeExchange          | 160 P.        |
| 3.            | Jasper Philipsen   | Belgien                | Alpecin-Fenix         | 142 P.        |
| 4.            | Sonny Colbrelli    | Italien                | Bahrain Victorious    | 138 P.        |
| 5.            | Julian Alaphilippe | Frankreich             | Deceuninck-Quick Step | 119 P.        |
| 6.            | Nacer Bouhanni     | Frankreich             | Arkéa-Samsic          | 113 P.        |
| 7.            | Tadej Pogačar      | Slowenien              | UAE Team Emirates     | 102 P.        |
| 8.            | Wout van Aert      | Belgien                | Jumbo-Visma           | 97 P.         |
| 9.            | Peter Sagan        | Slowakei               | Bora-Hansgrohe        | 95 P.         |
| 10.           | Matej Mohorič      | Slowenien              | Bahrain Victorious    | 62 P.         |

| Bergwertung | Bergwertung        | Bergwertung | Bergwertung            | Bergwertung |
| Fahrer      | Fahrer             | Land        | Team                   | Punkte      |
| ----------- | ------------------ | ----------- | ---------------------- | ----------- |
| 1.          | Nairo Quintana     | Kolumbien   | Arkéa-Samsic           | 50 P.       |
| 2.          | Wout van Aert      | Belgien     | Jumbo-Visma            | 43 P.       |
| 3.          | Michael Woods      | Kanada      | Israel Start-Up Nation | 42 P.       |
| 4.          | Wout Poels         | Niederlande | Bahrain Victorious     | 39 P.       |
| 5.          | Bauke Mollema      | Niederlande | Trek-Segafredo         | 36 P.       |
| 6.          | Kenny Elissonde    | Frankreich  | Trek-Segafredo         | 27 P.       |
| 7.          | Tadej Pogačar      | Slowenien   | UAE Team Emirates      | 26 P.       |
| 8.          | Ben O’Connor       | Australien  | AG2R Citroën Team      | 24 P.       |
| 9.          | Sergio Higuita     | Kolumbien   | EF Education-Nippo     | 22 P.       |
| 10.         | Julian Alaphilippe | Frankreich  | Deceuninck-Quick Step  | 20 P.       |

| Nachwuchswertung | Nachwuchswertung       | Nachwuchswertung       | Nachwuchswertung   | Nachwuchswertung  |
| Fahrer           | Fahrer                 | Land                   | Team               | Zeit              |
| ---------------- | ---------------------- | ---------------------- | ------------------ | ----------------- |
| 1.               | Tadej Pogačar          | Slowenien              | UAE Team Emirates  | 43 h 44 min 38 s  |
| 2.               | Jonas Vingegaard       | Dänemark               | Jumbo-Visma        | + 5 min 32 s      |
| 3.               | Aurélien Paret-Peintre | Frankreich             | AG2R Citroën Team  | + 24 min 44 s     |
| 4.               | David Gaudu            | Frankreich             | Groupama-FDJ       | + 30 min 51 s     |
| 5.               | Sergio Higuita         | Kolumbien              | EF Education-Nippo | + 54 min 41 s     |
| 6.               | Mark Donovan           | Vereinigtes Königreich | Team DSM           | + 1 h 18 min 23 s |
| 7.               | Valentin Madouas       | Frankreich             | Groupama-FDJ       | + 1 h 24 min 57 s |
| 8.               | Lucas Hamilton         | Australien             | BikeExchange       | + 1 h 30 min 21 s |
| 9.               | Jonas Rutsch           | Deutschland            | EF Education-Nippo | + 1 h 30 min 51 s |
| 10.              | Neilson Powless        | Vereinigte Staaten     | EF Education-Nippo | + 1 h 33 min 25 s |

| Mannschaftswertung | Mannschaftswertung  | Mannschaftswertung           | Mannschaftswertung |
| Team               | Team                | Land                         | Zeit               |
| ------------------ | ------------------- | ---------------------------- | ------------------ |
| 1.                 | Bahrain Victorious  | Bahrain                      | 132 h 09 min 11 s  |
| 2.                 | AG2R Citroën Team   | Frankreich                   | + 10 min 01 s      |
| 3.                 | Ineos Grenadiers    | Vereinigtes Königreich       | + 12 min 47 s      |
| 4.                 | EF Education-Nippo  | Vereinigte Staaten           | + 26 min 18 s      |
| 5.                 | Jumbo-Visma         | Niederlande                  | + 29 min 47 s      |
| 6.                 | Astana-Premier Tech | Kasachstan                   | + 41 min 45 s      |
| 7.                 | Bora-Hansgrohe      | Deutschland                  | + 45 min 24 s      |
| 8.                 | UAE Team Emirates   | Vereinigte Arabische Emirate | + 53 min 00 s      |
| 9.                 | Movistar Team       | Spanien                      | + 53 min 44 s      |
| 10.                | Trek-Segafredo      | Vereinigte Staaten           | + 58 min 38 s      |

## Ausgeschiedene Fahrer
- Tony Martin (Jumbo-Visma) nach Sturz aufgegeben
- Clément Russo (Team Arkéa-Samsic) aufgegeben
- Tosh Van der Sande (Lotto Soudal) aufgegeben
- Miles Scotson (Groupama-FDJ) aufgegeben
- Daniel McLay (Team Arkéa-Samsic) aufgegeben
- Tiesj Benoot (Team DSM) nach Sturz aufgegeben
- Victor Campenaerts (Team Qhubeka NextHash) aufgegeben
- Luke Rowe (Ineos Grenadiers) Karenzzeit überschritten[2]